# Geogarypus albus
Geogarypus albus är en spindeldjursart som beskrevs av Beier 1963. Geogarypus albus ingår i släktet Geogarypus och familjen Geogarypidae. Inga underarter finns listade i Catalogue of Life.